# Eunicella multituberculata
Eunicella multituberculata är en korallart som beskrevs av Stiasny 1935. Eunicella multituberculata ingår i släktet Eunicella och familjen Gorgoniidae. Inga underarter finns listade i Catalogue of Life.